# 1459 Magnya
1459 Magnya (1937 VA) là một tiểu hành tinh vành đai chính được phát hiện ngày 4 tháng 11 năm 1937 bởi Grigory Neujmin ở Simeiz Observatory.